# Die sechs Schwäne

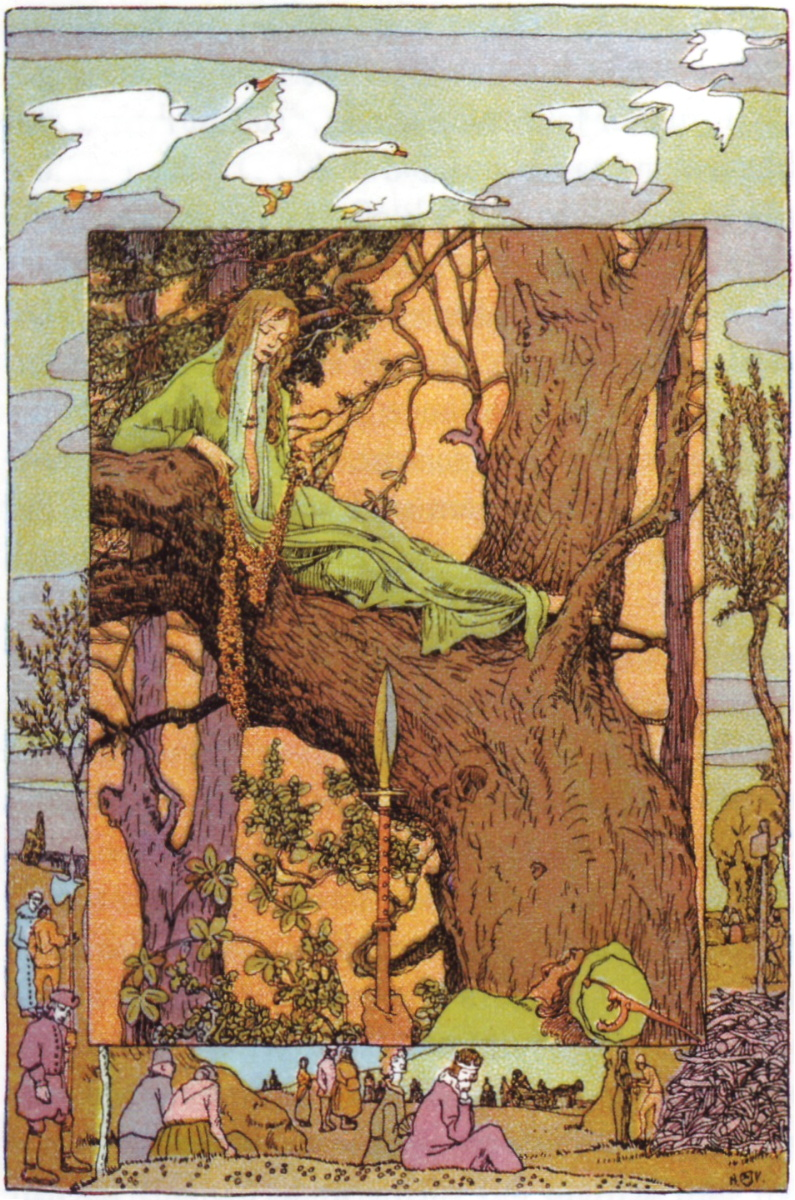
Illustration zu Die sechs Schwäne von Heinrich Vogeler

Die sechs Schwäne ist ein Märchen (ATU 451). Es steht in den Kinder- und Hausmärchen der Brüder Grimm an Stelle 49 (KHM 49).

## Inhalt
Ein König, der sich bei der Jagd im Wald verirrt hat, lässt sich von einer Hexe den Weg heraus zeigen und muss dafür deren Tochter heiraten. Um seine sechs Söhne und seine Tochter vor der Stiefmutter zu schützen, bringt er sie in ein Schloss im Wald, zu dem er den Weg mit einem Zaubergarn findet. Als die Königin das herausfindet, näht sie Zauberhemden und verwandelt damit die Brüder in Schwäne. Die Schwester wandert auf der Suche nach ihren Brüdern durch den Wald und trifft sie schließlich in einer Wildhütte, wo sie täglich für eine Viertelstunde ihre Schwanenhaut ablegen können. Um sie zu erlösen, darf sie sechs Jahre nicht sprechen, nicht lachen und muss sechs Hemden aus Sternblumen nähen. Ein jagender König findet und heiratet sie, aber seine Mutter verleumdet die Schweigende, indem sie ihr dreimal das neugeborene Kind raubt und ihr den Mund mit Blut bestreicht. Als sie auf dem Scheiterhaufen verbrannt werden soll, kommen die sechs Schwäne geflogen. Sie erlöst sie mit den Hemden, wobei einem noch der Ärmel fehlt. Die Schwiegermutter wird verbrannt, und sie leben glücklich.

## Herkunft und Vergleiche

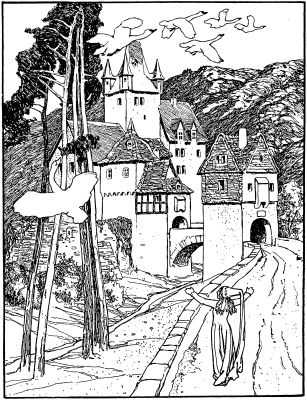
Illustration von Otto Ubbelohde, 1909

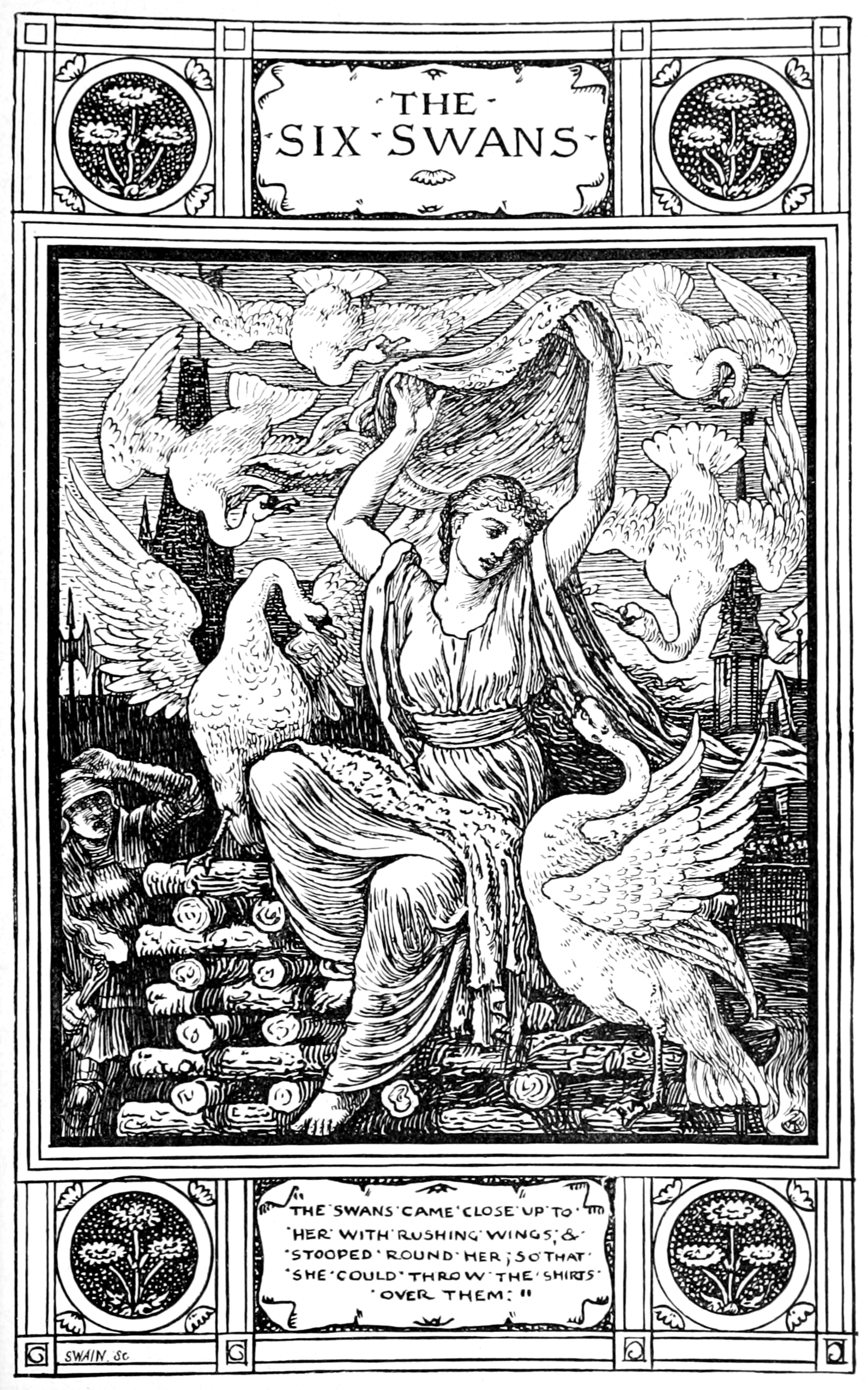
Illustration von Walter Crane, 1914

Das Märchen steht in den Kinder- und Hausmärchen der Brüder Grimm ab der 1. Auflage von 1812 als Nr. 49. Es ähnelt sehr den Zwölf Brüdern (Nr. 9) und den Sieben Raben (Nr. 25). In Ersterem kommen im Zusammenhang mit den Brüdern weiße Lilien vor, die vielleicht hier mit den „Sternblumen“ gemeint sind. Laut Grimms Anmerkung stammt es „aus Hessen“. Den Unterschied zu den schwarzen Raben erklären sie durch die völlige Unschuld der Kinder in dieser Fassung. Sie geben noch eine „andere Erzählung aus Deutschböhmen“ wieder: Die Schwester mit dem goldenen Kreuz auf der Stirn kommt zu einem Schloss, das sie erst leer findet, nur mit Essen auf dem Herd. Sie kocht und probiert etwas. Dann kommen die Raben, merken, dass es etwas weniger, doch wie von Menschenhand gekocht ist. Nachdem sie sie erst verwünschen, dann herbeisehnen, zeigt sie sich. Sie muss sieben Jahre schweigsam die Kleider nähen, auf einem hohen Baum im Wald, damit sie ihr nichts tun. Ein Fürst mit seinen Jägern und Hunden findet und heiratet sie. Sie bekommt drei Kinder, als er jeweils grade im Krieg ist, die lässt seine Mutter vom Diener im Wald morden und schreibt ihm, das Kind sei ein Hund gewesen. Aber der Diener lässt sie bei einer Löwin, die sie aufzieht, und bringt zum Schein eine Hundezunge als Wahrzeichen. Als sie verbrannt werden soll, kommen die erlösten Brüder durch den Wald, wo sie auch die Kinder finden. Die Anmerkung nennt noch KHM 25 Die sieben Raben, KHM 9 Die zwölf Brüder, eine böhmische Erzählung, „Braunschweiger Sammlung S. 349–379 von sieben Schwänen“ (Feen-Mährchen. Zur Unterhaltung für Freunde und Freundinnen der Feenwelt, ohne Verfasser bei Verleger Friedrich Bernhard Culemann, Braunschweig 1801), Kuhn Nr. 10: Vom Mädchen, das seine Brüder sucht (mündlich aus Brodewin), Sommer „S. 142“, Meier Nr. 7: Von drei Schwänen, Asbjörnsen „S. 209“, Altdeutsche Blätter 1, 128, Beowulf „S. 25 folg“. Für hohes Alter sprächen die Schwanenhemden wie in der Völundarquida, ein Schwanenschiff bei Parzival, Lohengrin, der altfranzösischen „chevalier au cigne“, zum sich aufrollenden Knäuel ein russisches „Lied von Wladimirs Tafelrunde S. 115“.
Die älteste literarisch fixierte Fassung des Schwanenkindermärchens ist die von Johannes de Alta Silva im Dolopathos um 1300. Man rechnet Die sechs Schwäne zu Subtyp 1 von Erzähltyp AaTh 451. Die zwölf Brüder gehört zu Subtyp 2, Die sieben Raben zu Subtyp 3. Hans Christian Andersen schrieb nach den zwei ersteren sein Kunstmärchen Die wilden Schwäne (dabei die Insel im Wasser vielleicht nach Das singende springende Löweneckerchen). Sehr ähnlich ist schon in Basiles Pentameron IV,8 Die sieben Täublein, einschließlich des Details der „Blumen gleich Sternen“. Die Tabuübertretung in Verbindung mit Schwanengestalt erinnert auch an Konrad von Würzburgs Der Schwanenritter.
Vgl. auch KHM 3 Marienkind, KHM 31 Das Mädchen ohne Hände, KHM 65 Allerleirauh, KHM 91 Dat Erdmänneken, KHM 96 De drei Vügelkens, KHM 59a Prinz Schwan, KHM 82a Die drei Schwestern. Das Motiv vom armen Mädchen, das in einer Räuberhöhle freundlich Zuflucht findet, gibt es auch bei Schneewittchen. Lutz Röhrich vergleicht zum Motiv der Tötung und Wiederbelebung mit kleinem Verlust (eines Knochens) die griechische Mythe von Pelops, weiter eine alpine Sage von der Haselhexe (vgl. auch KHM 25, 47, 126, 129). Vgl. Ludwig Bechsteins Die sieben Schwanen und Die Knaben mit den goldnen Sternlein. Udea und ihre sieben Brüder (aus Hans von Stumme: Märchen und Gedichte aus der Stadt Tripolis) ist ebenfalls Märchentyp 451.

## Versionen
Die Version der Braunschweiger Sammlung, die schon vor der grimmschen erschien und wie die anderen Feenmärchen der Sammlung vermutlich flämischen Ursprungs ist, ist auch unter dem Titel Die sieben Schwäne bekannt. In dieser verführt die Frau von West erst einen alten Grafen und versucht dies dann auch bei dessen ältestem Sohn. Der jedoch lehnt ab und wird deshalb in einen Schwan verwandelt, ebenso, wie die übrigen sechs Brüder, die der neuen Gräfin daraufhin gezürnt hatten. Eine sehr ähnliche Version findet sich als Die sieben Schimmelreiter in dem Werk Die Märchen der Weltliteratur – Lothringer Volksmärchen (Düsseldorf / Köln 1961) von Angelika Merkelbach-Pinck. Diese wurde 1939 in Finstingen von der Pfarrerswitwe Emilie Burger erzählt. Kuhns Version des Märchens Vom Mädchen, das seine Brüder sucht ist stark an Die sieben Raben der Brüder Grimm angelehnt.

## Interpretation
Nach Wilhelm Salber geht es um Metamorphosen zwischen Zuviel und Zuwenig, mit Chancen für Neues, aber auch Verirrungen. Das Märchen charakterisiere Verrückungen und Risse unserer Werke in Umbruchszeiten mit ungewissem Ausgang. Solche Menschen seien oft zwischen 30 und 40 Jahre alt und wirkten in Behandlung lange Zeit schwer fassbar.

## Moderne Rezeptionen

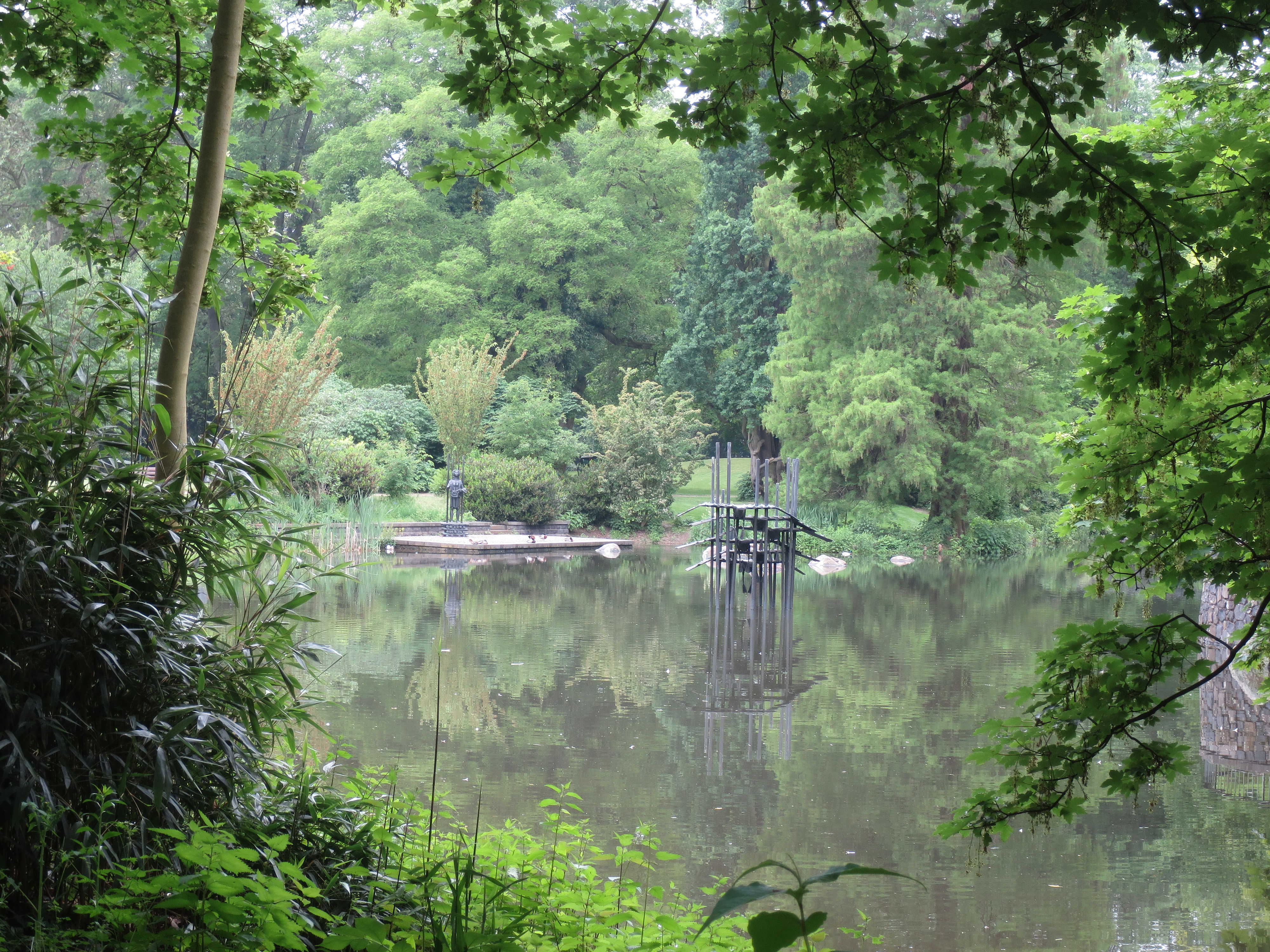
Die sechs Schwäne und ihre Schwester, Bronzeplastik von Albrecht Glenz im Schlossgarten Hanau

Daughter of the Forest, der erste Teil von Juliet Marilliers Sevenwaters Trilogie, ist eine Nacherzählung des Märchens in keltischer Umgebung. Black Feather von K. Tempest Bradford (in Interfictions anthology, 2007) weist Gemeinsamkeiten mit Die sechs Schwäne, Die sieben Raben und Die zwölf Brüder auf, bei neuer Handlung der Schwester. Rafe Martins Roman Birdwing dreht sich um einen jüngsten Bruder, der mit einem einzelnen Flügel bleibt. Linde Knoch erzählte das Märchen neu und veröffentlichte es in dem von Ingo Kühl bebilderten Buch Kraft der Elemente auf Sylt.

## Verfilmungen
- 1977: Die wilden Schwäne (Sekai Meisaku Dōwa: Hakuchō no Ōji), japanischer Zeichentrickfilm, Regie: Nobutaka Nishizawa, Produktion: Tōei Doga
- 1987: Gurimu Meisaku Gekijō, japanische Zeichentrickserie, Folge 34: Die sechs Schwäne
- 1988: The storyteller, englisch-amerikanische Fernsehserie, Staffel 1, Folge 6: The three ravens
- 1999: SimsalaGrimm, deutsche Zeichentrickserie, Staffel 2, Folge 10: Die sechs Schwäne
- 2012: Die sechs Schwäne, Deutschland, Märchenfilm der ZDF-Reihe Märchenperlen

### Brüder Grimm
- Brüder Grimm: Kinder- und Hausmärchen. Vollständige Ausgabe. Mit 184 Illustrationen zeitgenössischer Künstler und einem Nachwort von Heinz Rölleke. 19. Auflage. Artemis & Winkler / Patmos, Düsseldorf / Zürich 1999, ISBN 3-538-06943-3, S. 275–281.
- Brüder Grimm: Kinder- und Hausmärchen. Ausgabe letzter Hand mit den Originalanmerkungen der Brüder Grimm. Mit einem Anhang sämtlicher, nicht in allen Auflagen veröffentlichter Märchen und Herkunftsnachweisen herausgegeben von Heinz Rölleke. Band 3: Originalanmerkungen, Herkunftsnachweise, Nachwort. Durchgesehene und bibliographisch ergänzte Ausgabe. Reclam-Verlag, Stuttgart 1994, ISBN 3-15-003193-1, S. 93–97, S. 463.
- Angelika Merkelbach-Pinck (Samm. und Aufz.): Die Märchen der Weltliteratur – Lothringer Volksmärchen. Eugen Diederichs Verlag, Düsseldorf / Köln 1961, S. 27–36, 313.

### Variante
- Die kämpfenden Brüder. In: August Löwis of Menar (Hrsg.): Finnische und estnische Märchen. Düsseldorf / Köln 1962, S. 279–282.

### Sekundärliteratur
- Christine Shojaei Kawan: Mädchen sucht seine Brüder. In: Enzyklopädie des Märchens. Band 8. Berlin / New York 1996, S. 1354–1366.

### Deutungen
- Ulla Wittmann: Ich Narr vergaß die Zauberdinge. Märchen als Lebenshilfe für Erwachsene. Ansata-Verlag, Interlaken 1985, ISBN 3-7157-0075-0, S. 103–110.